# Cantó de Le Tampon-4
El cantó de Le Tampon-4 és un cantó de l'illa de la Reunió, regió d'ultramar francesa de l'oceà Índic. Correspon a una fracció de la comuna de Le Tampon.

## Història
| Data d'elecció | Identitat          | Partit |
| -------------- | ------------------ | ------ |
| 2004 -         | Jean-Jacques Vlody |        |